# کیت گیلمور
کیت گیلمور (انگلیسی: Kate Gilmore) معاون کمیساریای عالی حقوق بشر سازمان ملل متحد (OHCHR) در تاریخ ۱ دسامبر ۲۰۱۵ منصوب شد. وی در سمت معاونت کمیساریای عالی حقوق بشر از دوره ای که ریاست آن برعهده شاهزاده زید بن رائد بود، انجام وظیفه می‌کند. گیلمور در موارد نقض حقوق بشر و کمک به دولت عراق نیز درگیر موضوعات آن بوده‌است
گیلمور در موارد نقض حقوق بشر و کمک به دولت عراق نیز درگیر موضوعات آن بوده‌است.

## زندگی‌نامه
گیلمور دارای مدرک کارشناسی از دانشگاه نیو انگلند و مدرک کارشناسی ارشد در کارهای اجتماعی از دانشگاه ملبورن و توسعه جامعه از RMIT است.

## مناصب
گیلمور دارای تجربه هدایت طولانی در زمینه حقوق بشر در سازمان‌های دولتی و غیردولتی بوده‌است. وی از ۱۹۹۲ تا ۱۹۹۳ به عنوان مدیر عامل خدمات بهداشتی عمومی مؤسسه براود میدوز، ملبورن، و سپس بزرگ‌ترین خدمات بهداشتی درمانی استرالیا، اشتغال داشت.
گیلمور عنوان افتخاری برای پروسه‌های اصلاحات مربوط به سیاست‌های عمومی و ملی را در استرالیا کسب کرد و از ۱۹۸۶ تا ۱۹۹۶ در کمیته ملی خشونت علیه زنان عضویت داشت. گیلمور در ۱۹۹۶ به عنوان عضوی از سازمان عفو بین‌الملل استرالیا به عنوان مدیر ملی آن فعالیت داشت.
وی در سال ۲۰۰۰ به عنوان معاون دبیرکل سازمان عفو بین‌الملل در لندن منصوب گردید.
گیلمور در ۲۰۱۲ در سمت یکی از دو نماینده مدیر اجرایی، معاون دبیرکل و برنامه‌های صندوق جمعیت سازمان ملل متحد (UNFPA) خدمت کرد.